# ديفيد فاريل
ديفيد فاريل (بالإنجليزية: David Farrell)‏ (11 نوفمبر 1971 ببرمنغهام في المملكة المتحدة - ) هو لاعب كرة قدم بريطاني في مركز الوسط. لعب مع أستون فيلا وسكونثورب يونايتد ونادي بيتربورو يونايتد ونادي بيرتن ألبيون وويكمب وندررز وStamford A.F.C. ‏ وRedditch United F.C. ‏ ونادي بوسطن يونايتد.

## وصلات خارجية
- ديفيد فاريل على موقع قاعدة بيانات كرة القدم.إي يو (الإنجليزية)
- ديفيد فاريل على موقع Soccerbase.com (لاعب) (الإنجليزية)
- ديفيد فاريل على موقع عالم كرة القدم.نت (الإنجليزية)